# Horní hrádek
Horní hrádek v Horních Lhoticích byla tvrz v Horních Lhoticích, stávala nad řekou Chvojnicí na východním okraji katastru obce. Někdy je nazývána i jako Horní tvrz, stojí asi 200 metrů od tzv. Dolního hrádku.

## Popis
Horní hrádek stával asi 200 metrů severně od Dolního hrádku, tvrz stávala nad řekou Chvojnicí na pětiúhelníkovém půdorysu o ploše asi 47 x 25 metrů. Na severním okraji byla oddělena od okolí asi 20 metrovou rozsedlinou. Ta byla překlenuta mostem, který vedl do brány a na nádvoří ohrazené dřevěným oplocením. Jádro tvrze bylo čtvercového půdorysu o hraně asi 17 metrů, bylo nad okolní plochou vyvýšeno.

## Historie
Tvrz spadala správně zřejmě pod Dolní hrádek, uvádí se, že měla zaniknout nejpozději v 15. století. Tvrz snad měla patřit vladykům z Lesního Jakubova, posléze měla patřit Kralickým.